# Narcastet
Narcastet település Franciaországban, Pyrénées-Atlantiques megyében. Lakosainak száma 756 fő (2022. január 1.). Narcastet Assat, Baliros, Bosdarros, Meillon, Pardies-Piétat és Rontignon községekkel határos.

## Népesség
A település népességének változása:
| Lakosok száma | 676  | 712  | 746  | 754  | 758  | 762  | 765  | 759  | 756  |
|               | 2013 | 2015 | 2016 | 2017 | 2018 | 2019 | 2020 | 2021 | 2022 |